# Francesc Xavier Molina Arias
Francesc Xavier Molina Arias, més conegut com a Xavi Molina (nascut el 19 de juliol de 1986 a La Canonja, el Tarragonès) és un futbolista català, que actualment juga com a defensa central o migcentre defensiu al K.A.S. Eupen.

## Trajectòria
En les seves etapes com a jugador no professional, Molina va jugar a La Canonja, equip de la seva ciutat natal i al Reus Deportiu, on va debutar en el primer equip assolint la professionalitat, a la vegada que va jugar cedit en la Rapitenca. Més endavant, Xavi Molina va jugar al CE Alcoià, on va aconseguir un ascens a Segona Divisió. Quan aquest va baixar de categoria juntament al Nàstic, Molina se'n va a les Illes Balears per defensar l'escut del CE Atlètic Balears, on juga 36 partits i marca 4 gols. Al 2013, el Gimnàstic de Tarragona fa oficial la incorporació del jugador.
Actualment ha tornat a Reus on defensa la samarreta del Reus FC Reddis jugant a Tercera RFEF.